# Намібійські німці

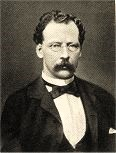
Адольф Людериц

Намібійських німці (нім. Deutschnamibier), історично німці Південного Заходу, нім. Südwesterdeutsche — нащадки етнічних німецьких колоністів, які влаштувалися на території сучасної Намібії.

## Історія

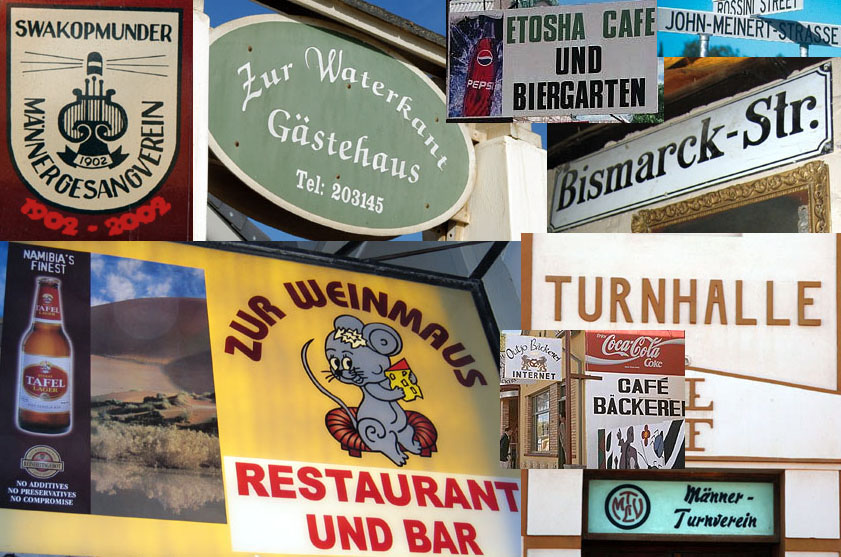
Приклади німецьких вивісок з намібійської повсякденності

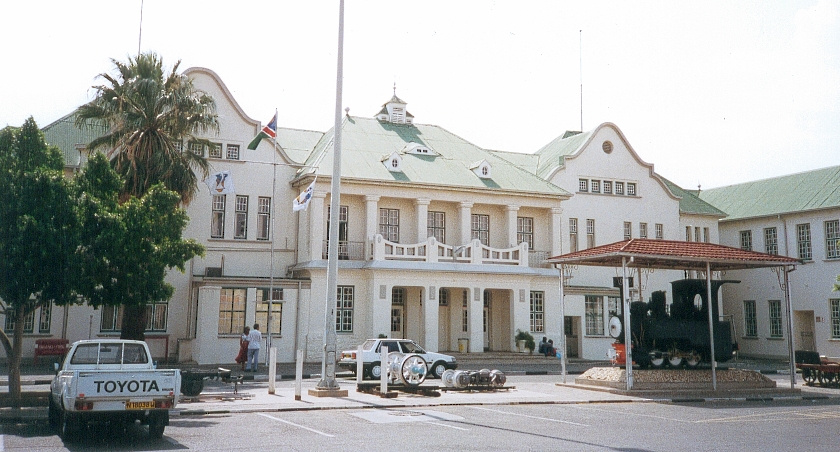
Вокзал в Вінгуці

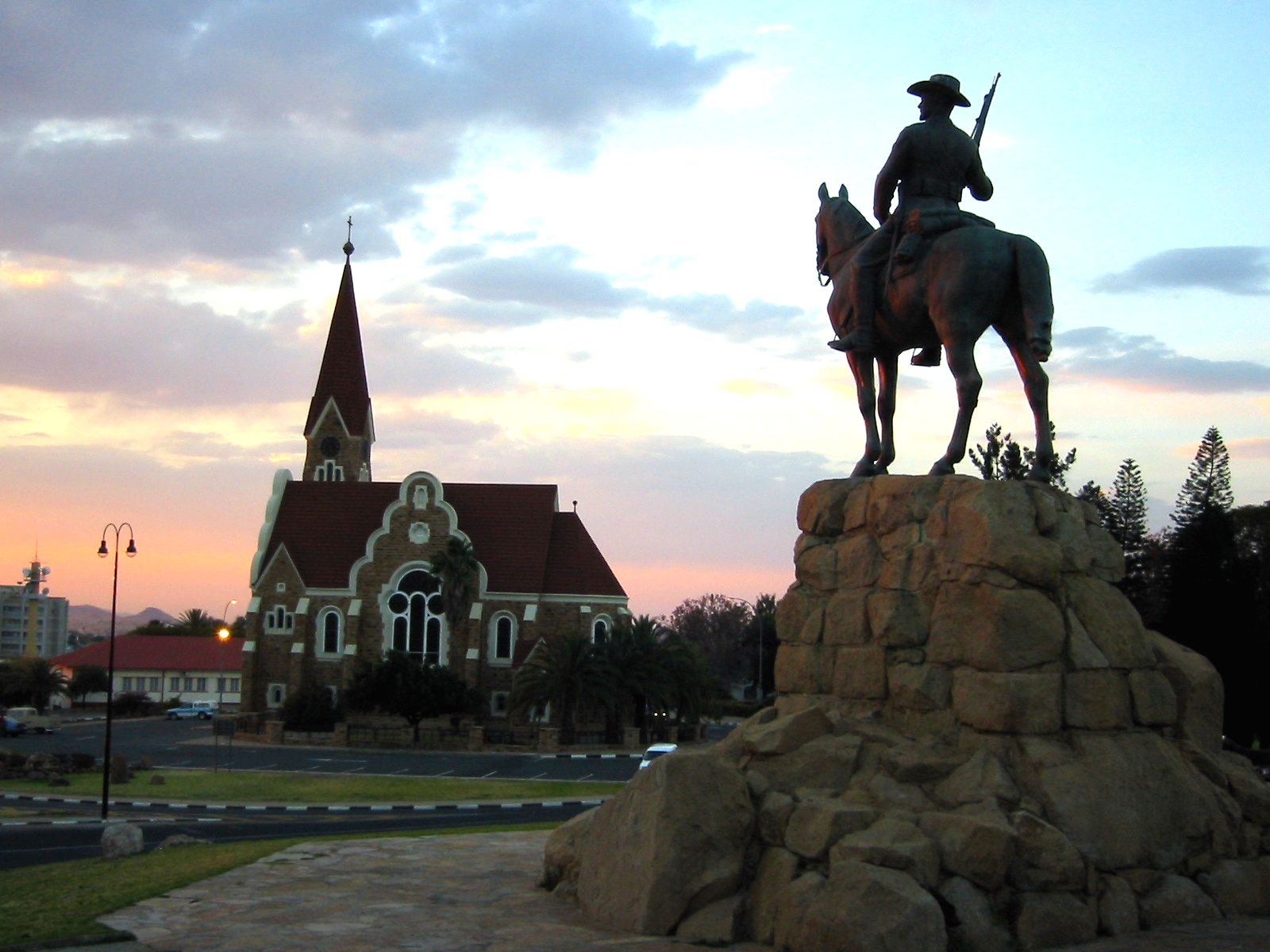
Південно-західний вершник, Südwester Reiter і Церква Христа в місті Віндгук

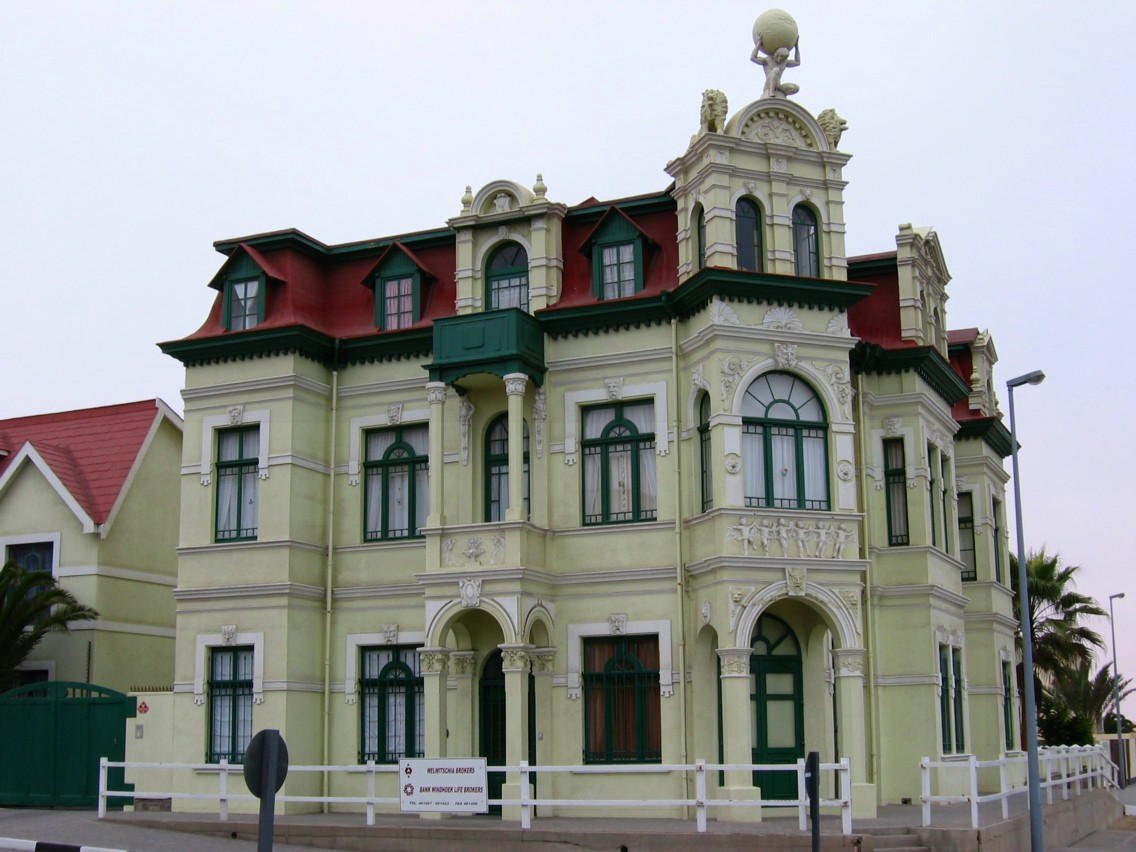
Гогенцоллернхаус в місті Свакопмунд в місті Свакопмунд

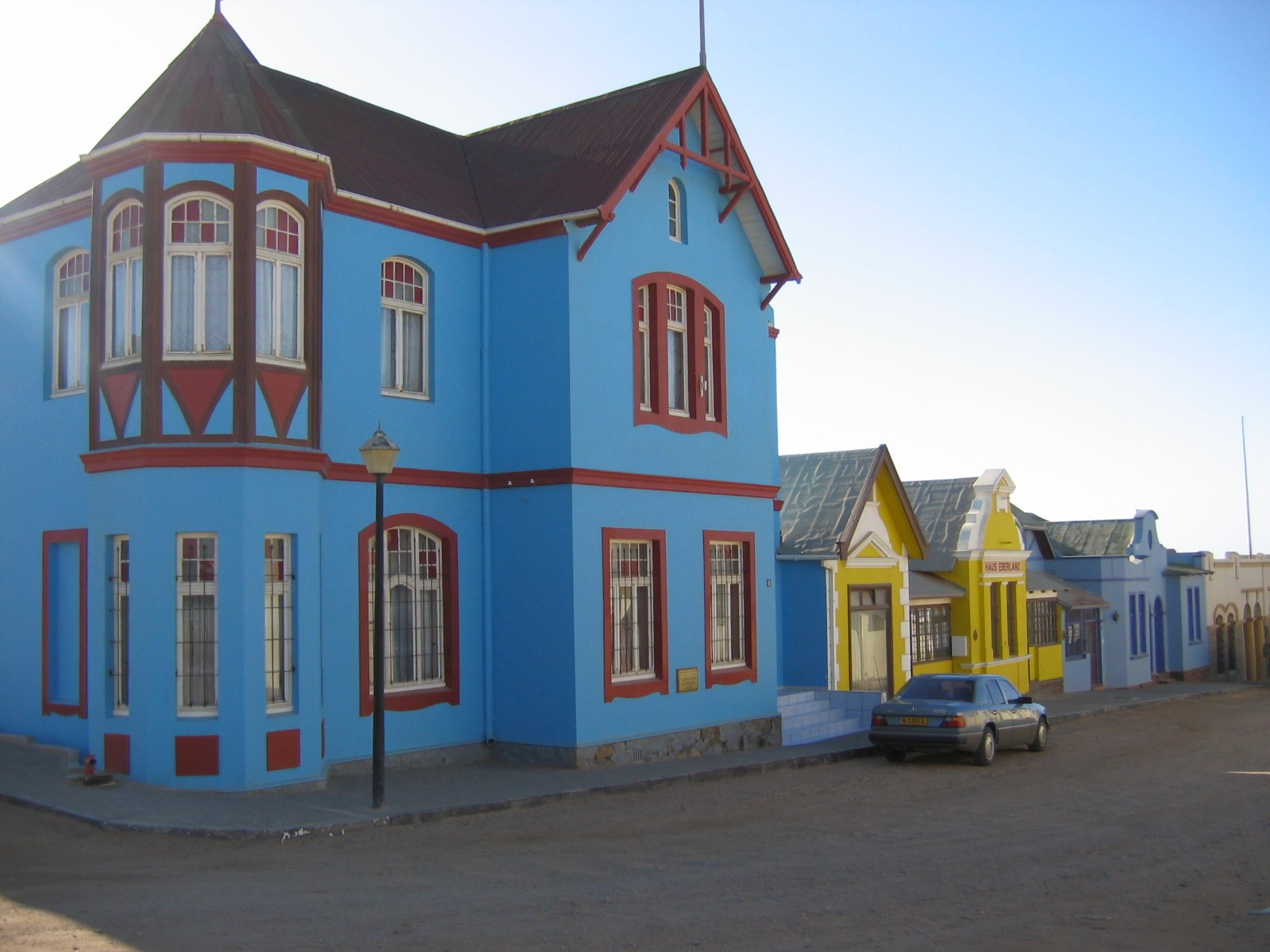
вул. Бергштрассе у місті Людериц

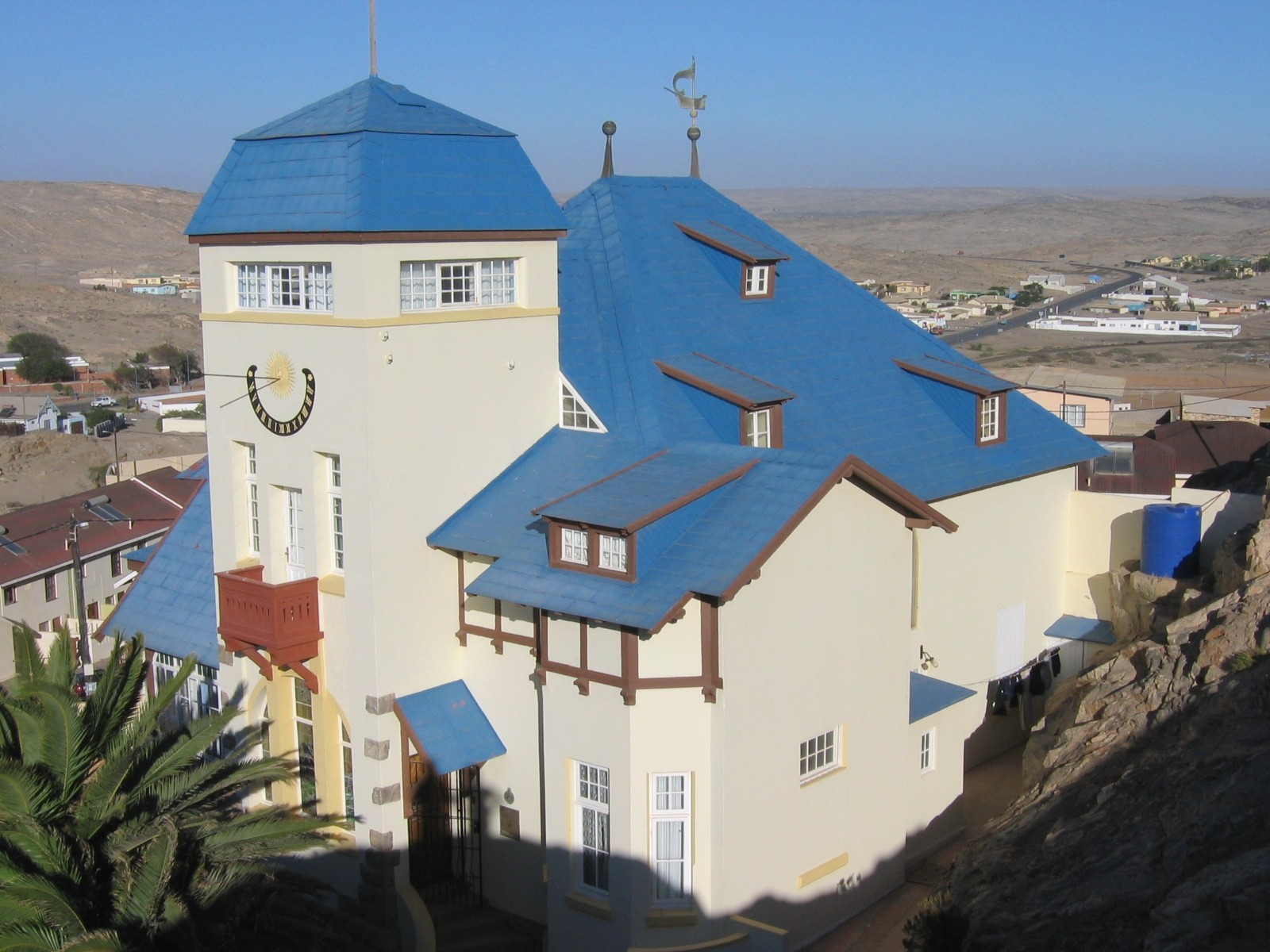
Герке-Хаус у місті Людериц

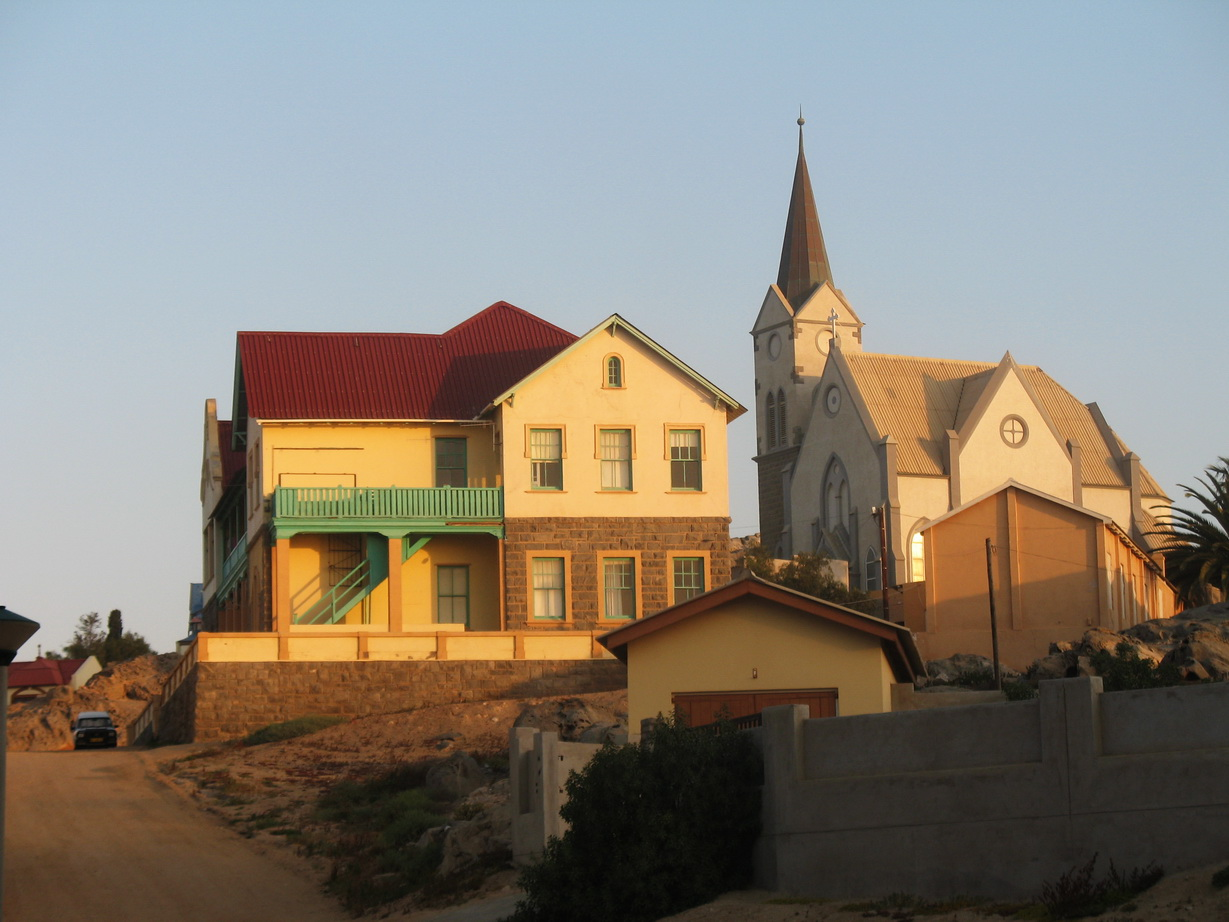
Фельзенкірхе («церква на скелі») в Людериці

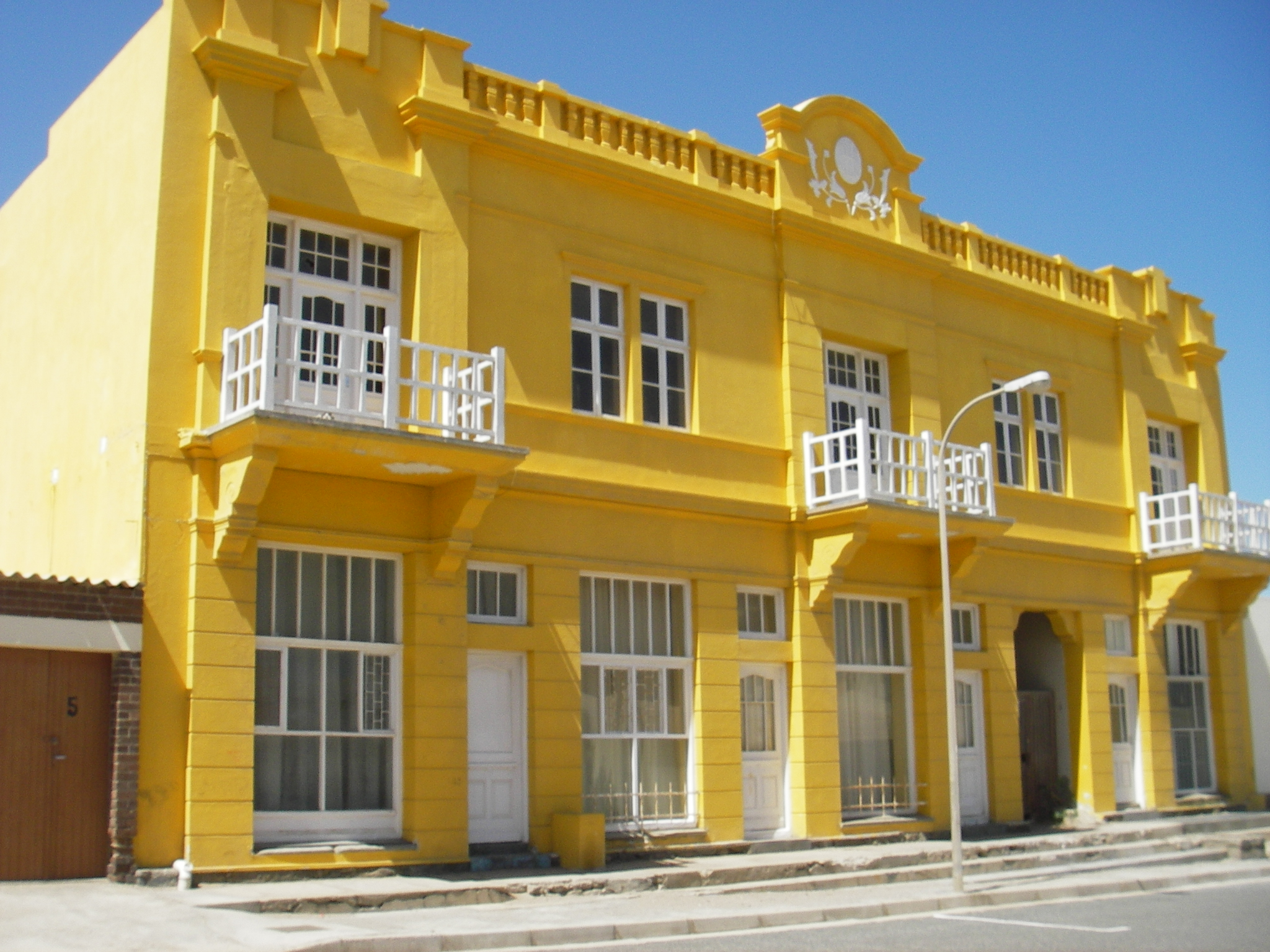
«Жовтий будинок» в місті Людериц

Їх поява відноситься до 1883 року, коли німецький торговець Адольф Людериц придбав у місцевого вождя ділянку південного узбережжя Намібії і заснував місто Людериц. Німецький уряд, заклопотаний придбанням заморських колоній, незабаром анексував територію і дав їй назву Німецька Південно-Західна Африка (нім. Deutsch-Südwestafrika). Число німців, які переселилися туди, було невелике: це були солдати, торговці, добувачі алмазів і колоніальні чиновники.
У 1915 році, в ході Першої світової війни, Німеччина втратила Південно-Західну Африку (див. Історія Намібії); по закінченні війни країна стала підмандатною територією ПАС. Німецьким поселенцям було дозволено залишитися, і аж до здобуття незалежності в 1990 році німецька мова зберігала свій офіційний статус.

## Мова
Зараз єдиною офіційною мовою Намібії є англійська. Попри це, близько 30 000 намібійців німецького походження (близько 2 % населення країни) і приблизно 15 000 чорних намібійців (багато з яких, бувши прихильниками СВАПО, провели частину життя в НДР і повернулися на батьківщину після здобуття незалежності) все ще говорять або німецькою мовою, або креольською «намібійською чорною німецькою» (кюхендойч). На відміну від числа носіїв німецької мови в Намібії, число намібійців німецького походження важко піддається оцінці (почасти через те, що частина їх в роки апартеїду віддала перевагу віднести себе до африканерів).
Німецькі намібійці зберігають німецьку культуру на території країни, що включає німецькі середні школи, церкви і засоби масової інформації. У громаді є популярними телебачення, музика та книги з Німеччини. Нерідко німецькі намібійці навчаються в університетах або технічних школах Німеччини. Німецька мова зберігається, попри той факт, що набагато поширенішою місцевою мовою є африкаанс, а англійська домінує в усіх сферах, від урядових установ до написів на товарах. На відміну від ПАР, німецькі намібійці не розчинилися в місцевій англійській та африканерській громадах. Попри це, все намібійські німці побіжно говорять на африкаанс і, як правило, добре володіють англійською.

## Громади
Велика частина тих, хто говорить німецькою, живе в столиці країни, місті Віндгук, а також у невеликих містечках, таких як Свакопмунд, Людериц і Очиваронго, де впадають в очі пам'ятники характерної німецької архітектури. Багато намібійських німців займають видне становище в бізнесі, сільському господарстві та туризмі, а також в органах влади: так, першим мером Віндгука після здобуття незалежності був німець.
Інтереси громади озвучує єдина африканська щоденна газета німецькою мовою, Die Allgemeine Zeitung. Найбільшою релігійною деномінацією країни є лютеранська церква, де також підтримується німецька мова.

## Занепад
Попри важливу роль в історії та культурі країни, число намібійських німців рік від року знижується, переважно через низьку народжуваність серед них. Разом з тим, на відміну від інших груп африканського білого населення, місцеві німці рідко емігрують до Європи чи Америки; набагато частіше вони воліють переселятися в ПАР.
Згідно з переписом 2001 року, тільки в 1,1 % сімей Намібії розмовною мовою була німецька (3654 сімей), що набагато менше, ніж для мови африкаанс (39481 або 11,4 %) або англійської (6522 або 1,9 %).
Згідно з переписом 2011, 0,9 % сімей Намібії використовували німецьку вдома (4359 сімей), в той час, як 10,4 % говорили на африкаанс (48 238), а 3,4 % англійською (15 912). Німецькою говорять лише 0,3 % сільського населення Намібії і 1,7 % в містах. Максимальна концентрація — у центральній частині країни, тобто в адміністративних регіонах Еронго (2,8 %), Кхомас (2,6 %) і Очосондьюпа (1,4 %).

## Культура і символіка
Серед намібійських німців були свої оригінальні поети, художники (Адольф Йенч), спортсмени (Моніка Даль, Ерік Хоффманн, Йорг Ліндемайер, Олівер Ріссер, Фрідхельм Зак), що здобули популярність за її межами, а також відомі місцеві політики (Клаус Діркс) і правозахисники (Антон Лубовський). Неофіційним символом громади вважається «Пісня людей Південного-Заходу» (нім. Südwesterlied), яку склав в 1937 році Хайнц Антон Кляйн-Вернер для місцевої організації скаутів; мелодія приспіву взята з німецької «Пісні танкістів» 1933 (Panzerlied).